# Авіаційна метеорологія
Авіаційна метеорологія — прикладна метеорологічна дисципліна, що вивчає вплив метеорологічних умов і атмосферних явищ на авіаційну техніку та польоти, розробляє методики прогнозування погоди на трасах польотів та на аеродромах.

## Опис
Авіаційна метеорологія розробляє питання забезпечення безпеки польотів, регулярності руху повітряних суден і ефективності застосування техніки за різних погодних умов і є теоретичною основою авіаметеообслуговування. Вона тісно пов'язана з іншими науковими дисциплінами — фізикою атмосфери, синоптичною метеорологією, аерологією, аеродинамікою, теорією літаководіння і повітряної навігації, космонавтикою та іншими. Спираючись на методи і результати дослідження цих наук, авіаційна метеорологія розглядає відповідні питання з погляду потреб авіації, вибирає з них ті, що мають найбільше значення для авіації, а саме: про розподіл вітру на висотах, видимість, висоту нижньої межі хмар тощо. З іншого боку, потреби авіації викликають необхідність проведення тих чи інших досліджень у суміжних науках.
Для забезпечення безпеки польотів, регулярності руху повітряних суден і ефективності застосування техніки за різних погодних умов аеродроми забезпечуються спеціальним обладнанням. Стан та якість метеорологічного обладнання аеродромів суттєво впливають на показники ефективності роботи авіаційного транспорту в складних погодних умовах.
Так, наприклад, аеродром «Бориспіль» міжнародного аеропорту «Бориспіль» обладнаний найсучаснішим обладнанням, що дозволяє забезпечувати високу регулярність польотів, а аеродром «Кіровоград» має застаріле обладнання, що негативно впливає на регулярність польотів. При цьому кількість особливих явищ погоди на аеродромах протягом року приблизно однакова.
Таким чином, внаслідок невідповідності встановленого обладнання сучасним вимогам безпеки польотів та тривалої експлуатації морально і фізично застарілого обладнання загальні втрати польотів для аеродрому «Бориспіль» становлять 172,9 годин (за показниками визначення висоти нижньої межі хмар та видимості); для аеродрому «Кіровоград» — 861,3 години.